# Elements of Destruction
Elements of Destruction est un jeu vidéo de stratégie en temps réel développé par Frozen Codebase et édité par THQ, sorti en 2007 sur Windows, Xbox 360 et Nintendo DS.

## Système de jeu
Le joueur doit déclencher des catastrophes naturelles (tornades, tremblements de terre, météorites...) pour détruire une ville.

## Accueil
- IGN : 7/10 (DS)[1]